# Romorantin-Lanthenay
Romorantin-Lanthenay település Franciaországban, Loir-et-Cher megyében. Lakosainak száma 18 377 fő (2022. január 1.). Romorantin-Lanthenay Millançay, Pruniers-en-Sologne, Veilleins, Villefranche-sur-Cher és Villeherviers községekkel határos.

## Népesség
A település népessége az elmúlt években az alábbi módon változott:
| Lakosok száma | 16 891 | 17 748 | 18 817 | 17 754 | 17 871 | 17 924 | 18 206 | 18 115 | 18 377 |
|               | 2013   | 2015   | 2016   | 2017   | 2018   | 2019   | 2020   | 2021   | 2022   |